# Красносельц (гміна)
Гміна Красносельц (пол. Gmina Krasnosielc) — сільська гміна у центральній Польщі. Належить до Маковського повіту Мазовецького воєводства.
Станом на 31 грудня 2011 у гміні проживало 6652 особи.

## Площа
Згідно з даними за 2007 рік площа гміни становила 166.96 км², у тому числі:
- орні землі: 68.00%
- ліси: 29.00%

Таким чином, площа гміни становить 15.68% площі повіту.

## Населення
Станом на 31 грудня 2011:
| Опис     | Загалом | Загалом | Чоловіки | Чоловіки | Жінки | Жінки |
| -------- | ------- | ------- | -------- | -------- | ----- | ----- |
| одиниця  | осіб    | %       | осіб     | %        | осіб  | %     |
| все      | 6652    | 100     | 3356     | 50.45    | 3296  | 49.55 |
| міське   | 0       | 100     | 0        |          | 0     |       |
| сільське | 6652    | 100     | 3356     | 50.45    | 3296  | 49.55 |

## Сусідні гміни
Гміна Красносельц межує з такими гмінами: Бараново, Єднорожець, Ольшево-Боркі, Плоняви-Брамура, Сипнево.